# Гуаццора
Гуаццора, Ґуаццора (італ. Guazzora, п'єм. La Guassora) — муніципалітет в Італії, у регіоні П'ємонт, провінція Алессандрія.
Гуаццора розташована на відстані близько 460 км на північний захід від Рима, 95 км на схід від Турина, 22 км на північний схід від Алессандрії.
Населення — 311 осіб (2014).
Щорічний фестиваль відбувається 15 серпня. Покровителька — Богородиця Небовзята.

## Демографія
Населення за роками:

Станом на 1 січня 2023 року в муніципалітеті офіційно проживало 18 іноземців з 4 країн, серед них 4 громадяни країн Євросоюзу та 2 громадяни України.

## Сусідні муніципалітети
- Альцано-Скривія
- Кастельнуово-Скривія
- Ізола-Сант'Антоніо
- Моліно-дей-Торті
- Сале